# 5229 Irurita
Az 5229 Irurita (ideiglenes jelöléssel (5229) 1987 DE6) a Naprendszer kisbolygóövében található aszteroida. Henri Debehogne fedezte fel 1987. február 23-án.